# John Robert Akeroyd
John Robert Akeroyd (1952 - ) é um botânico inglês .